# درو جودارد
درو جودارد (بالإنجليزية: Drew Goddard) (و. 1975  م) هو مخرج أفلام، وكاتب سيناريو، وكاتب، ومنتج منفذ أمريكي، ولد في لوس ألاموس، نيومكسيكو.

## التعليم
تعلم في جامعة مكغيل.

## جوائز وترشيحات
حصل على جوائز منها:
جوائز
- جائزة نقابة الكتاب الأمريكية

ترشيحات
- جائزة الأوسكار لأفضل كتابة، عن عمل: المريخي

ترشح لـ:
- جائزة الأوسكار لأفضل كتابة "سيناريو مقتبس"، عن عمل: المريخ.

## وصلات خارجية
- درو جودارد على موقع IMDb (الإنجليزية)
- درو جودارد على موقع روتن توميتوز (الإنجليزية)
- درو جودارد على موقع ألو سيني (الفرنسية)
- درو جودارد على موقع أول موفي (الإنجليزية)
- درو جودارد على موقع بوكس أوفيس موجو (الإنجليزية)
- درو جودارد على موقع قاعدة بيانات الأفلام السويدية (السويدية)
- درو جودارد على موقع قاعدة بيانات الفيلم (الإنجليزية)
- درو جودارد على موقع كينوبويسك (الروسية)